# Herbert Ulrich
Herbert Ulrich (nascido em 24 de julho de 1971 em Starnberg) é um ator alemão.

## Carreira
Herbert Ulrich completou sua formação no estúdio de atuação de Munique e participou de vários workshops.
Começou sua carreira em Gute Zeiten, schlechte Zeiten, onde interpretou o papel do homossexual Simon Nielssons de 1999 a 2000. Ele então teve participações especiais nas séries SOKO 5113 (2001), The Rosenheim Cops (2002, 2006) e Hello Robbie! (2005). Ele também trabalhou na produção cinematográfica coreana Joint Security Area em 2000 e na produção cinematográfica da ARD, Antonia, em 2002. No entanto, ele ficou conhecido principalmente pelo público por seu papel na novela Verbotene Liebe, onde interpretou o advogado Lars Schneider de 2002 a 2008 (com intervalo). De setembro de 2008 a agosto de 2014 (episódios 136 a 1367) desempenhou o papel principal do veterinário Sebastian Wildner na série de televisão Dahoam is Dahoam no Bayerischer Rundfunk.
Em dezembro de 2014, Ulrich apareceu como o cantor de música folclórica Thomas na série Das Traumschiff da ZDF em um papel principal em um episódio. Ulrich também fez participações especiais na série da ZDF nos últimos anos. Na 17ª temporada da série de televisão Rote Rosen, Ulrich interpretou o empreiteiro Henning Maiwald de outubro de 2019 a outubro de 2020.

## Vida privada
Herbert Ulrich é pai de uma filha e atleta entusiasta de surfe, esqui, snowboard, badminton e boxe. Durante o intervalo de Verbotene Liebe, ele construiu uma quinta nas Ilhas Canárias de Fuerteventura. Ulrich mora em Munique.

## Filmografia (seleção)
- 1997: Girls Night Out (curta-metragem)
- 1999–2000: Gute Zeiten, schlechte Zeiten
- 2000:  Joint Security Area
- 2000: Models
- 2001: <i>SOKO 5113</i>
- 2002: Antonia (longa-metragem)
- 2002: <i>Die Rosenheim-Cops</i>
- 2002–2005: Verbotene Liebe
- 2005: <i>Hallo Robbie!</i>
- 2006: <i>Die Rosenheim-Cops</i>
- 2006–2008: Verbotene Liebe
- 2008–2014: <i>Dahoam is Dahoam</i>
- 2009: <i>SOKO 5113</i>
- 2013: So Wie Du Mir So Ich Dir (curta-metragem)
- 2014: <i>Das Traumschiff</i>
- 2015: <i>Rosamunde Pilcher</i>
- 2016: <i>Hubert und Staller</i>
- 2016: <i>Die Rosenheim-Cops</i>
- 2017: Das Traumschiff – Uruguay
- 2018: Das Traumschiff – Los Angeles
- 2018: <i>SOKO München</i>
- 2019–2020: <i>Rote Rosen</i>
- 2023: Das Traumschiff – Vancouver